# Semaeopus sticticata
Semaeopus sticticata là một loài bướm đêm trong họ Geometridae.